# Homonemobius monomorphus
Homonemobius monomorphus är en insektsart som först beskrevs av Bolívar, I. 1900.  Homonemobius monomorphus ingår i släktet Homonemobius och familjen syrsor. Inga underarter finns listade i Catalogue of Life.